# Hexanematichthys sagor
Hexanematichthys sagor es una especie de pez de la familia Ariidae en el orden de los Siluriformes.

## Morfología
Los machos pueden llegar alcanzar los 45 cm de longitud total.

## Hábitat
Es un pez demersal y de clima tropical.

## Distribución geográfica
Se encuentra en el Pakistán, la India, Bangladés, Birmania, Tailandia, Malasia, Singapur, China y Filipinas,  incluyendo el delta del río Mekong.